# Flex-Able
Flex-Able ist das erste Studioalbum des Gitarristen Steve Vai. Es erschien 1984 original beim Label Urantia Records, als Neuauflage 1988 unter Akashic und 1998 unter Epic Records.

## Hintergrund
Nachdem Vai nicht mehr mit Frank Zappa tourte, hatte er 14.000 US-Dollar gespart, um sich ein kleines Haus in Sylmar, Kalifornien zu kaufen und richtete sich, mit der Hilfe von Zappa, ein Studio mit Recording-Equipment ein. Von April bis November 1983 nahm Vai das Album im selbstgebauten Stucco Blue Studio auf.
Vai sagte er im Guitar World Interview 2009, dass sich das Album in den USA über 400.000 mal verkauft hat
und er Millionen von Dollar an diesem Album verdient hat.

## Titelliste (LP-Version 1984)

### Seite 1
1. „Little Green Men“ (Vai) – 5:39
2. „Viv Woman“ (Vai) – 3:09
3. „Lovers Are Crazy“ (Vai) – 5:39
4. „Salamanders in the Sun“ (Vai) – 2:26
5. „The Boy/Girl Song“ (Vai) – 4:02

### Seite 2
1. „The Attitude Song“ (Vai) – 3:23
2. „Call It Sleep“ (Vai) – 5:09
3. „Junkie“ (Vai) – 7:23
4. „Bill's Private Parts“ (Vai) – 0:16
5. „Next Stop Earth“ (Vai) – 0:34
6. „There's Something Dead in Here“ (Vai) – 3:46

## Titelliste (Rerelease)
Das Album wurde auf CD 1988 unter dem Label Akashic Records mit vier Bonus-Tracks von der Flex-Able Leftovers EP veröffentlicht. 1998 wurde eine weitere Neuauflage des Albums unter dem Label Epic Records veröffentlicht. Des Weiteren wurde eine Version der Originalfassung 1992 unter dem Label Curcio Records in Italien veröffentlicht.
1. „Little Green Men“ (Vai) – 5:39
2. „Viv Woman“ (Vai) – 3:09
3. „Lovers Are Crazy“ (Vai) – 5:39
4. „Salamanders in the Sun“ (Vai) – 2:26
5. „The Boy/Girl Song“ (Vai) – 4:02
6. „The Attitude Song“ (Vai) – 3:23
7. „Call It Sleep“ (Vai) – 5:09
8. „Junkie“ (Vai) – 7:23
9. „Bill's Private Parts“ (Vai) – 0:16
10. „Next Stop Earth“ (Vai) – 0:34
11. „There's Something Dead in Here“ (Vai) – 3:46

Bonus-Tracks der Flex-Able Leftovers EP
1. "So Happy" (Vai, Laurel Fishman) – 2:44
2. „Bledsoe Bluvd“ (Vai) – 4:22
3. „Burnin' Down the Mountain“ (Vai) – 4:22
4. „Chronic Insomnia“ (Vai) – 2:05

## Besetzung
- Steve Vai – Synthesizer, Bass, Gitarre, Percussion, Piano, Keyboard, Sitar, Gesang
- Scott Collard – Synthesizer, Keyboard, Fender Rhodes
- Larry Crane – Marschgabel, Xylofon, Vibraphone
- Greg Degler – Klarinette, Flöte, Saxophon
- Peggy Foster – Bass
- Stuart Hamm – Bass, Soundeffekte, Gesang
- Bob Harris – Trompete, Gesang
- Paul Lemcke – Keyboard
- Tommy Mars – Violine, Keyboard, Gesang
- Pia Maiocco – Gesang
- Laurel Fishman – Gesang
- Ursula Rayven – Gesang
- Suzannah Harris – Gesang
- Chad Wackerman – Schlagzeug
- Chris Frazier – Schlagzeug
- Billy James – Percussion, Schlagzeug
- Pete Zeldman – Percussion, Schlagzeug
- Lill Vai – Soundeffekte
- Joe Despagni – Soundeffekte

## Verkäufe
| Land                      | Zertifikation | Verkäufe |
| ------------------------- | ------------- | -------- |
| Vereinigte Staaten (RIAA) | -             | +400.000 |